# حكومة شميدت الثالثة
جائت حكومة شميدت الثالثة بعد الانتخابات الاتحادية في عام 1980. وكان الائتلاف الحاكم مكون من الحزب الديمقراطي الاجتماعي والحزب الديمقراطي الحر، الذين حكما سوياً منذ الانتخابات الاتحادية لعام 1969 - إلى أن افترقا في العام 1982. كان هناك جدل حول المواقف المتناقضة في الحزب الديمقراطي الاجتماعي حول القرار المزدوج لمنظمة حلف شمال الأطلسي، فضلاً عن تزايد البطالة والدين الوطني.
في 17 أيلول 1982 انهار الائتلاف بعد استقالة جميع وزراء الحزب الديمقراطي الحر، حيث أنشأ شميدت حكومة مؤلفة فقط من وزراء الحزب الديمقراطي الاجتماعي. في 1 تشرين الأول انتخب أعضاء حزب الاتحاد الديمقراطي المسيحي وحزب الاتحاد الاجتماعي المسيحي والحزب الديمقراطي الحر زعيم المعارضة حينذاك هلموت كول لمنصب المستشار بناءً على تصويت طرح الثقة.

## وصلات خارجية
- مجلس الوزراء الألماني  (بالإنجليزية)
- الوزارات الاتحادية في ألمانيا (بالإنجليزية)